# 윈스턴 처칠의 생애 초기

1904년 29세의 윈스턴 처칠

처칠의 생애 초기는 윈스턴 처칠이 1874년 11월 30일에 태어난 시점부터 1904년 5월 31일 그가 하원에서 넘어와, 보수당을 탈당하고 자유당 의원으로 재직한 시기까지를 말한다.
처칠은 영국인과 미국인 혈통이 혼합되어 있었다. 그는 잉글랜드 옥스퍼드셔주의 블레넘궁에서 랜돌프 처칠 경과 레이디 랜돌프 처칠의 장남으로 태어났다. 그는 해로우 스쿨과 샌드허스트 왕립 육군사관학교를 다녔다. 1895년 영국 육군에 입대한 후, 그는 영국령 인도, 영국-수단 전쟁, 제2차 보어 전쟁에 참전하여 종군 기자로서 명성을 얻고 자신의 원정을 다룬 책들을 집필했다.
처칠은 보수당 의원으로 정치 경력을 시작했으며, 1900년 10월 24일 올덤 선거구를 대표하는 의원으로 처음 선출되었다. 보수당 정부 정책에 대한 불만으로 인해 그는 당원 자격을 사임하고 1904년 자유당에 입당했다.

## 유년기와 학창 시절: 1874~1895년

### 가족 배경

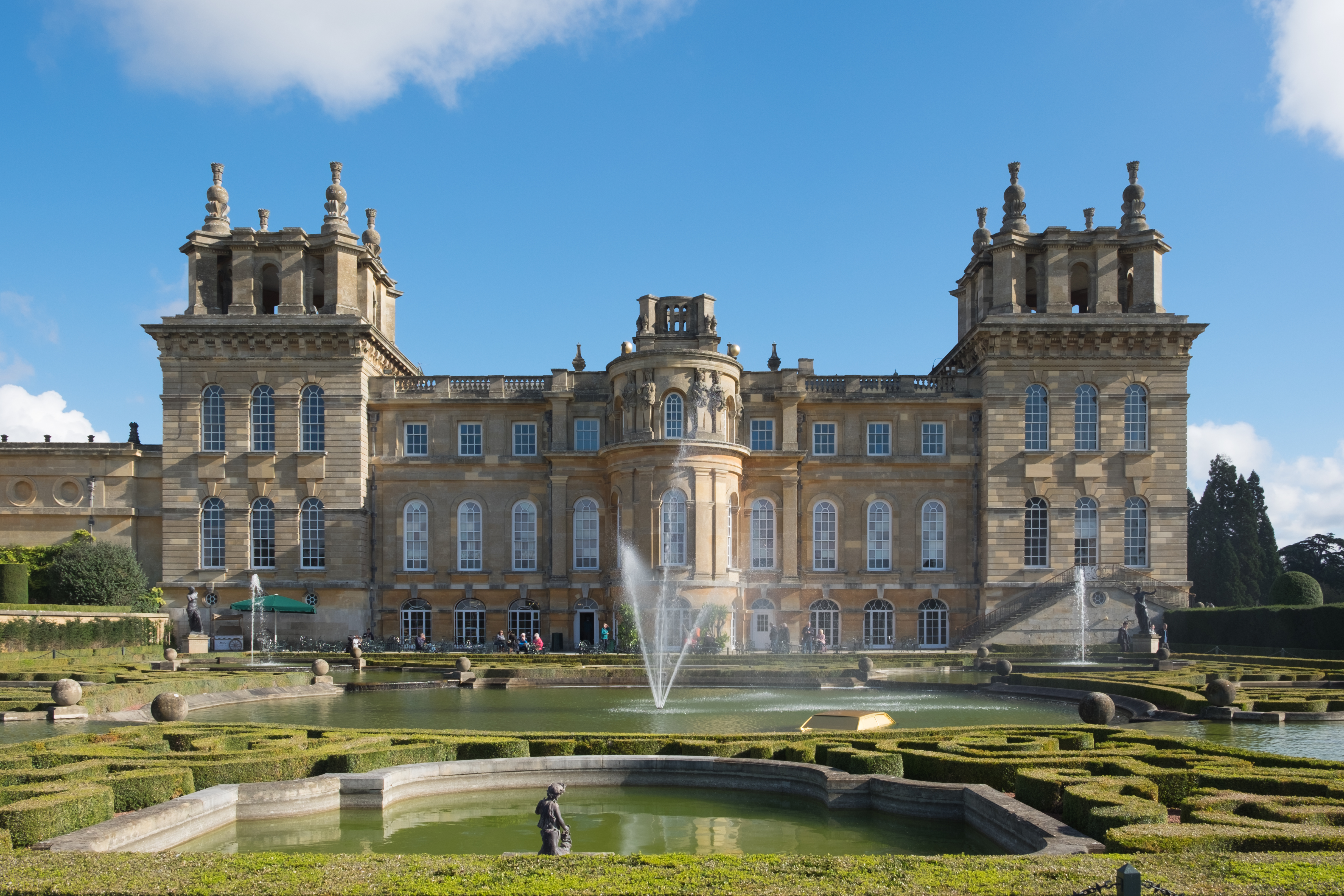
처칠의 조상이 대대로 살던 집이자 출생지인 블레넘궁

윈스턴 처칠은 아버지 쪽으로 말버러 공작의 직계 후손으로, 명목상 영국 귀족의 상층부에 속했다. 가족의 선조 대대로 살던 집은 옥스퍼드셔주의 블레넘궁으로, 처칠은 1874년 11월 30일 월요일 그곳에서 태어났다. 그의 아버지는 랜돌프 처칠 경(1849~1895)으로, 제7대 말버러 공작 존 스펜서처칠(1822~1883)의 셋째 아들이었다. 랜돌프는 이튼 칼리지와 머튼 칼리지를 다녔고, 1870년 법학과 현대사에서 2등급 학위를 취득했다. 1873년 8월 12일, 그는 카우즈 레가타의 배 위 파티에 참석하여 제니 제롬(1854~1921)을 만났다. 두 사람은 3일 후 약혼했다. 제니는 미국의 재정가 레너드 제롬(1817~1891)과 그의 아내 클라리사 (1825~1895)의 둘째 딸이었다. 브루클린에서 태어난 그녀는 십대 시절 어머니와 함께 파리에서 살았다. 한때 잡지 편집자로 일했지만, 수많은 연애 관계를 가졌던 사교계 인사가 되었다.
3일 만에 약혼한 랜돌프와 제니는 서둘러 결혼할 의향이 있었던 것으로 보이나, 아버지들 간의 결혼 합의 조건에 대한 논쟁으로 지연되었다. 말버러는 투기꾼인 제롬이 두 번이나 파산했으며, 미국에 현재의 불황이 있다는 점을 정당하게 우려했다. 제롬은 합의금이 제니에 의해 통제되기를 원했고, 당시 영국 법이 재산권을 남편에게만 부여하는 것에 반대했다. 말버러는 자신의 아들이 독점적인 통제권을 갖기를 원했다. 결국 그들은 타협에 이르렀고, 제롬은 제니와 랜돌프에게 각각 절반씩 나누어 연간 2,000파운드의 수입을 제공했다. 말버러는 랜돌프에게 연간 1,100파운드를 정착시켰다. 이것은 총액으로는 상당한 금액으로, 로이 젱킨스는 2001년 기준으로 연간 150,000파운드 가치가 있었을 것이라고 추정했지만, 수입 이상으로 살며 자주 빚을 지는 낭비벽 있고 무책임한 부부에게는 결코 충분하지 않았다. 전기 작가 세바스찬 하프너에 따르면, 랜돌프와 제니는 "일반적인 기준으로 보면 부자였지만, 부자들의 기준으로 보면 가난했다." 랜돌프와 제니는 1874년 4월 15일 수요일 파리의 영국 대사관에서 결혼했다.
존 스펜서처칠은 1844년부터 1857년까지 듀크덤을 계승하기 전까지 우드스탁 선거구의 의원을 두 번 지냈다. 제니와 약혼할 당시 랜돌프는 정치 경력에 관심이 있었고, 보수당의 우드스탁 선거구 후보로 아버지의 뒤를 잇기 직전이었다 (이 선거구는 1918년에 폐지되었고 밴버리 (영국 의회 선거구)와 헨리 (영국 의회 선거구)로 나뉘었다). 1874년 영국 총선은 1월 31일부터 2월 17일까지 치러졌다. 벤저민 디즈레일리가 이끄는 보수당은 48석의 절대 다수를 차지하며 승리했다. 새로운 입성자 중에는 25세의 랜돌프도 있었다.
랜돌프의 정치 경력은 굴곡이 많았고, 아마도 재능은 있었지만 대부분 용납할 수 없는 미성숙한 행동, 특히 무례함이라는 최악의 특성으로 인해 완전히 낭비된 사람이라고 할 수 있을 것이다. 그는 1885년 처음으로 영국 총리가 된 제3대 솔즈베리 후작 로버트 개스코인세실(1830~1903)의 적이 되었다. 솔즈베리는 랜돌프를 "마흐디의 안티테제" 즉 무함마드 아마드(1848~1885)라고 묘사하며 랜돌프를 매우 적절하게 요약했을 것이다. 솔즈베리는 마흐디가 "절반쯤 미친 척하지만 실제로는 매우 건전하다"고 말했다. 솔즈베리는 그럼에도 랜돌프를 1886년 8월 3일부터 영국의 재무장관으로 임명했다. 랜돌프는 보수당 정책에 어긋나는 예산안을 제시하며 나머지 내각의 반대에 부딪혔다. 분노한 랜돌프는 12월 22일 솔즈베리에게 사임서를 보냈다. 그러나 그는 거만하게도 내각이 물러서서 자신이 원하는 대로 계속할 수 있을 것이라고 예상했다. 솔즈베리는 그의 사임을 받아들였고 랜돌프는 전선 정치에서 물러났으며, (윈스턴과는 달리) 다시 돌아오지 못했다. 그는 45세의 젊은 나이에 매독일 수도 있는 쇠약해지는 병으로 사망했다.

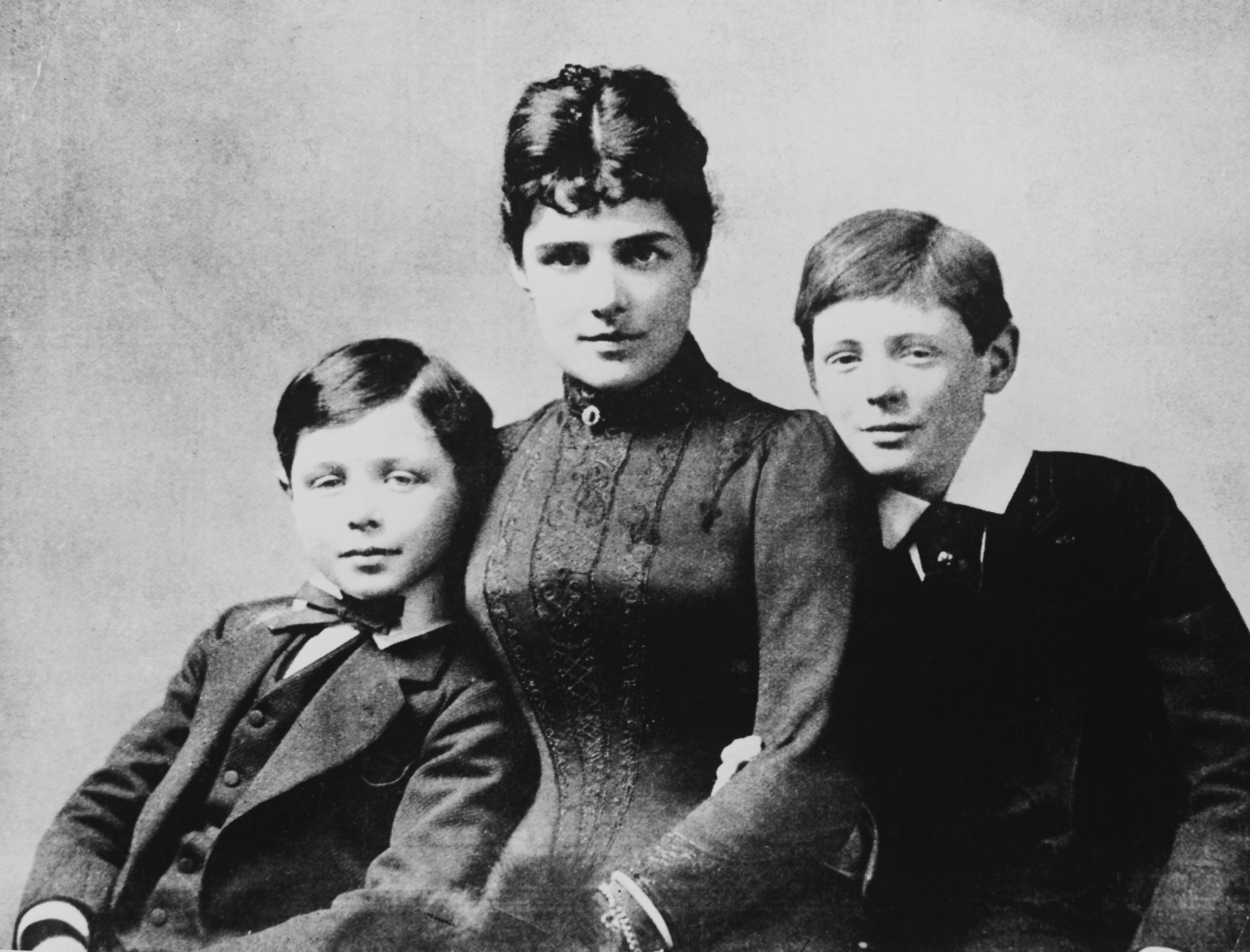
1889년 제니 처칠과 그녀의 아들들, 잭(왼쪽)과 윈스턴(오른쪽)

랜돌프와 제니는 오랜 기간 동안 사실상 소원했으며, 둘째 아들 잭(1880~1947)이 랜돌프의 아들이 아닐 수도 있다는 추측도 있었다. 랜돌프가 사망한 후, 제니는 1900년에 재혼했지만 2년간의 별거 끝에 1914년에 이혼했다. 그녀는 1918년에 윈스턴보다 젊은 남자와 다시 결혼했다. 1921년, 그녀는 부러진 발목에 괴저가 발생한 후 왼쪽 다리를 절단했다. 합병증이 발생하여 67세의 나이로 동맥 출혈로 사망했다.

### 출생과 유년기
처칠은 두 달 조산으로 태어났다고 전해진다. 그는 원래 1875년 1월에 태어날 예정이었고, 그의 부모님 집인 메이페어의 찰스 스트리트에서 태어나기로 계획되어 있었다. 이 집은 그의 예정된 출생에 맞춰 개조 중이었고, 그의 부모님은 그동안 블레넘에 머물고 있었다. 랜돌프는 나중에 제니가 1874년 11월 24일 화요일 블레넘 영지에서 사냥 파티와 함께 산책 중 넘어졌다고 주장했다. 그녀는 거친 땅을 가로질러 집으로 돌아가는 포니 마차에서 심하게 흔들렸다. 토요일 밤에 진통이 시작되었고, 지역 우드스탁 의사가 불려왔다. 처칠은 11월 30일 월요일 새벽에 태어났다. 출산은 정상이었고, 그와 그의 어머니 모두 건강했다. 랜돌프와 제니는 윈스턴이 태어나기 불과 7개월 반 전인 4월 15일에 결혼했으므로, 그가 정말 조산이었는지는 확실하지 않다.
윈스턴이 태어난 지 몇 주 후, 처칠 부부는 그를 돌보기 위해 엘리자베스 에버레스트 (c.1832–1895)라는 간호사를 고용했다. 그는 그녀를 "우머니"라고 불렀고, 그녀가 죽은 후 그는 "내가 살았던 20년 내내 가장 사랑하고 친밀한 친구"였다고 썼다. 존 스펜서처칠은 1876년 12월 11일부터 아일랜드 총독으로 임명되었고, 랜돌프는 그의 개인 비서였다. 이로 인해 처칠 가족은 1880년 5월까지 더블린으로 이주했다. 윈스턴의 동생 잭은 1880년 2월 4일 이곳에서 태어났다. 윈스턴과 잭의 관계는 항상 따뜻했다. 에버레스트 부인은 윈스턴과 잭이 학교에 가기 전까지 두 아이의 주요 돌봄 제공자였다. 잭이 학교에 간 후에도 그녀는 계속 고용되지 않았지만, 윈스턴은 그녀가 죽을 때까지 서신을 주고받았다. 그는 아버지와는 사실상 아무런 관계도 없었다. 그의 어머니에 대해 그는 나중에 "나는 그녀를 매우 사랑했지만, 거리를 두고 있었다"고 말했다.

### 첫 기숙학교

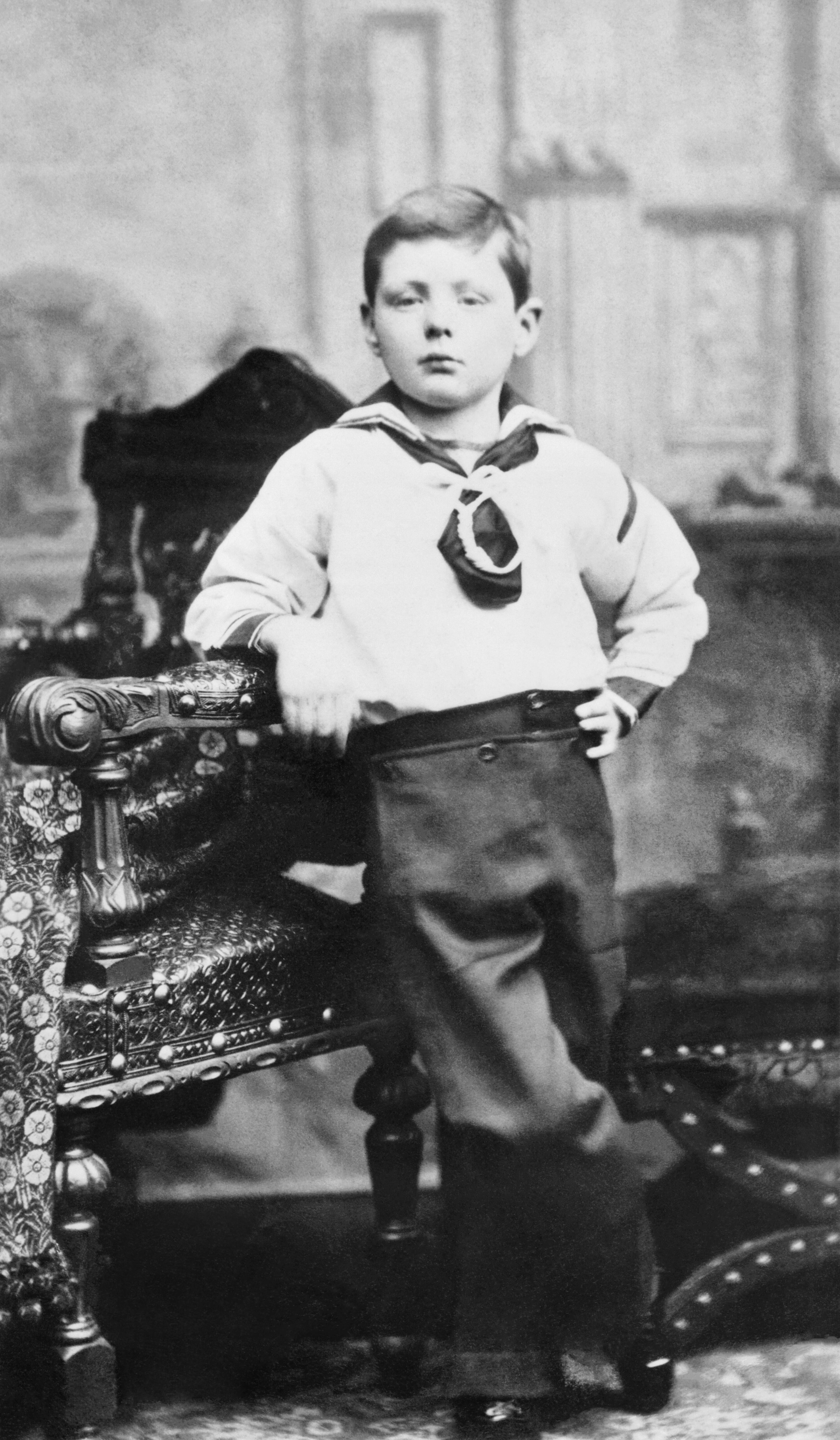
1881년, 6세의 처칠

1882년, 7세의 처칠은 기숙학교인 애스콧의 세인트 조지 스쿨에 입학했다. 그는 그곳을 싫어했고, 학업 성적은 나빴으며, 계속해서 나쁜 행동을 했다. 부모님이 정착한 런던 코노트 플레이스로 집에 방문했고, 또한 그들은 그를 오스트리아-헝가리의 가슈타인으로 첫 해외 휴가를 데려갔다. 1884년 9월, 건강이 좋지 않아 그는 호브의 브런즈윅 스쿨로 전학갔다. 그곳에서 그의 학업 성적은 향상되었지만, 계속해서 나쁜 행동을 했다.

### 해로우
처칠은 해로우 스쿨 입학 시험에 겨우 합격하여 1888년 4월에 그곳 학생이 되었다. 그는 영어와 역사를 제외하고는 학업적으로 뛰어나지 않았고, 교사들은 그가 시간을 잘 지키지 않고 부주의하다고 불평했다. 그는 학교 잡지인 해로우비언에 시와 편지를 기고했고, 펜싱 대회에서 우승했다.
그의 아버지는 그가 군인으로서의 경력을 준비해야 한다고 주장했기 때문에, 처칠은 해로우에서 마지막 3년을 군사반에서 보냈다. 그는 대부분의 시험에서 저조한 성적을 보였다. 1893년 1월 본머스로 휴가를 갔을 때, 처칠은 다리에서 떨어져 3일 동안 의식을 잃었다. 3월에는 사우스켄싱턴의 렉스햄 가든스에 있는 입시 학원에서 일했고, 그해 여름에는 스위스와 이탈리아에서 휴가를 보냈다.

### 샌드허스트
샌드허스트 왕립 육군사관학교에 입학하려는 두 번의 시도가 실패한 후, 처칠은 세 번째 시도에서 성공했다. 그곳에서 그는 기병 사관생도로 받아들여졌고, 1893년 9월부터 교육을 시작했다. 1894년 8월, 그와 그의 형제는 벨기에에서 휴가를 보냈고, 런던에서 여가 시간을 보내며 그가 자주 방문했던 엠파이어 극장 폐쇄에 대한 시위에 참여했다. 그의 샌드허스트 교육은 15개월 동안 계속되었고, 그는 1894년 12월에 졸업했다. 1895년 1월, 처칠이 샌드허스트를 졸업한 직후, 그의 아버지가 사망했다. 이 사건으로 처칠은 가족 구성원들이 필연적으로 일찍 죽는다는 믿음을 갖게 되었다.

## 쿠바, 인도, 수단: 1895~1899년

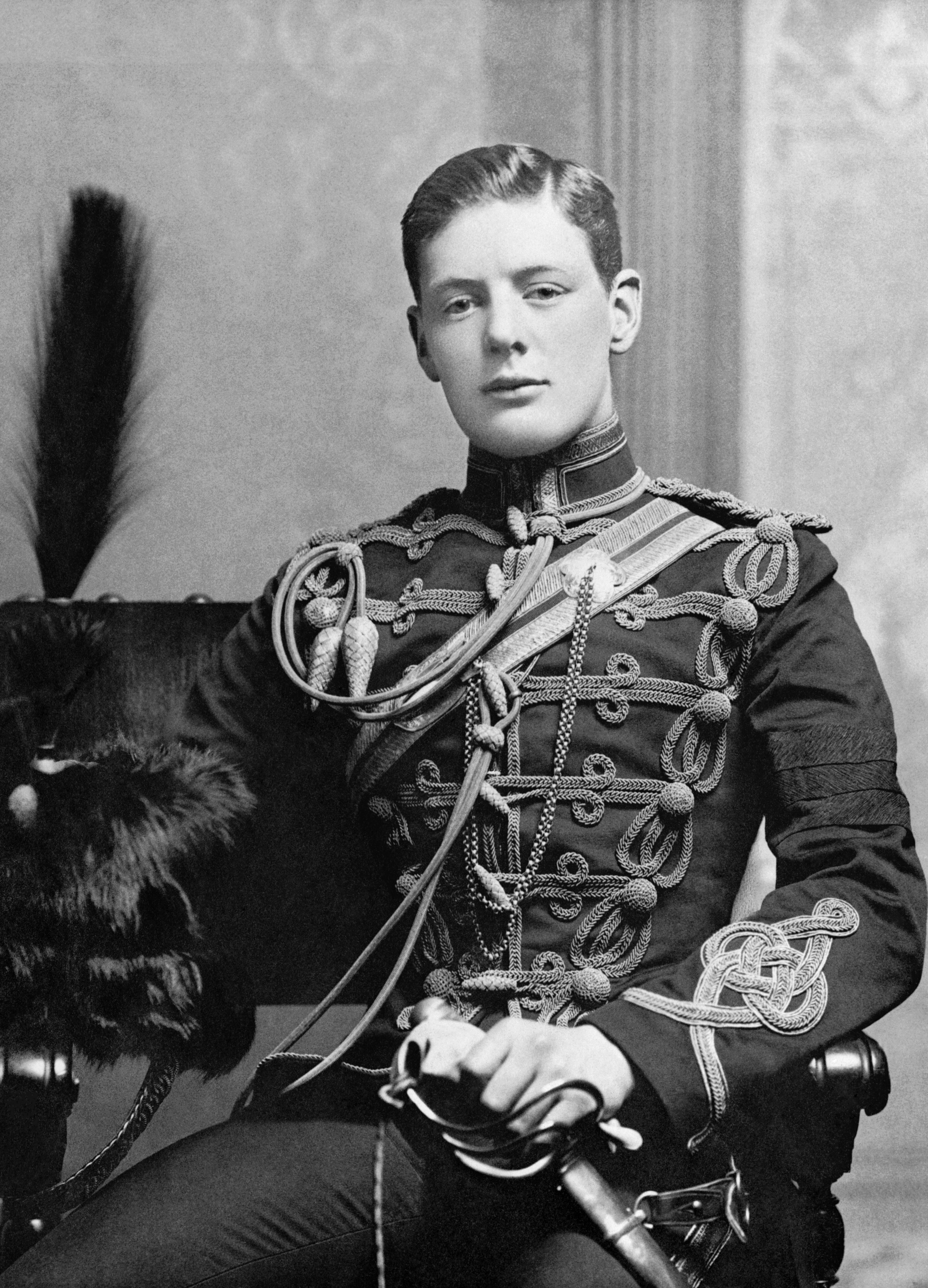
1895년 올더숏에서 제4 왕립 경기병 연대의 군복을 입은 처칠

1895년 2월, 처칠은 올더숏에 주둔한 영국 육군의 제4 왕립 경기병 연대에 소위로 임관되었다. 7월에는 북런던 크라우치 힐로 달려가 에버레스트 부인이 임종하는 자리에 함께 있었고, 그 후 그녀의 장례식을 주관했다. 처칠은 군사 작전을 직접 목격하기를 열망했고, 어머니의 영향력을 이용해 자신을 전쟁 지역에 배치하려 했다. 1895년 가을, 그와 레지널드 반스는 쿠바의 독립 전쟁을 관찰하기 위해 쿠바로 여행했다. 그들은 독립군을 진압하려는 스페인 군대에 합류하여 여러 차례 소규모 전투에 휘말렸다. 그는 또한 뉴욕시에서 부유한 정치인 버크 코크런과 함께 시간을 보냈는데, 코크런은 젊은 처칠에게 깊은 영향을 주었다. 처칠은 미국을 존경하며 형에게 "매우 위대한 나라"라고 썼고, 어머니에게는 "미국인들이 얼마나 특별한 사람들인지!"라고 말했다.
경기병 연대와 함께, 처칠은 1896년 10월 영국령 인도의 뭄바이에 도착했다. 그들은 곧 벵갈루루로 전근되어 반스와 함께 방갈로를 공유했다. 인도를 "속물과 지루함의 신 없는 땅"으로 묘사한 처칠은 그곳에서 19개월을 보냈고, 그 동안 세 차례 콜카타를 방문하고, 하이데라바드와 북서 국경으로 원정을 떠났으며, 영국으로 두 차례 돌아왔다. 자신이 교육을 제대로 받지 못했다고 생각한 그는 플라톤, 애덤 스미스, 찰스 다윈, 헨리 할람의 작품을 읽으며 독학을 시작했다. 그에게 가장 큰 영향을 준 것은 에드워드 기번의 로마 제국 쇠망사, 윈우드 리드의 인류의 순교, 그리고 토머스 배빙턴 매콜리의 저작들이었다.
영국 의회 문제에 관심이 있었던 그는 한 편지에서 자신을 "이름만 빼면 자유주의자"라고 선언했지만, 자유당의 아일랜드 자치 운동 지지를 결코 지지할 수 없다고 덧붙였다. 대신 그는 보수당의 토리 민주주의 계파에 동맹을 맺었고, 영국 방문 시 바스에서 보수당의 프림로즈 리그를 위한 첫 공개 연설을 했다. 개혁주의적 관점과 보수주의적 관점이 혼합된 것을 반영하여, 그는 세속적이고 비종파적인 교육의 진흥을 지지하는 동시에 여성 참정권에 반대했으며, 여성 참정권 운동가를 "우스꽝스러운 운동"이라고 언급했다.
처칠은 인도 북서부 스와트 계곡에서 모흐만드 반란에 대한 빈돈 블러드의 말라칸드 야전군 작전에 참여하기로 결정했다. 블러드는 처칠이 기자로 배정된다는 조건으로 동의했다. 이를 위해 그는 더 파이오니어 (인도)와 데일리 텔레그래프로부터 인정을 받아 정기적으로 소식을 보냈다. 가족에게 보낸 편지에서 그는 양측이 서로의 부상병을 학살하는 방식을 묘사했지만, 출판된 보고서에는 영국군의 그러한 행동에 대한 언급을 생략했다. 그는 6주 동안 영국군과 함께 있다가 1897년 10월 벵갈루루로 돌아왔다. 그곳에서 그는 첫 책인 말라칸드 야전군 이야기를 집필했으며, 롱맨에 의해 출판되어 대체로 긍정적인 평가를 받았다. 그는 또한 상상의 발칸 왕국을 배경으로 한 정치 모험 소설인 그의 유일한 소설 사브롤라를 썼다. 이 소설은 1899년 5월부터 12월까지 맥밀런스 매거진에 연재된 후 책으로 출간되었다.

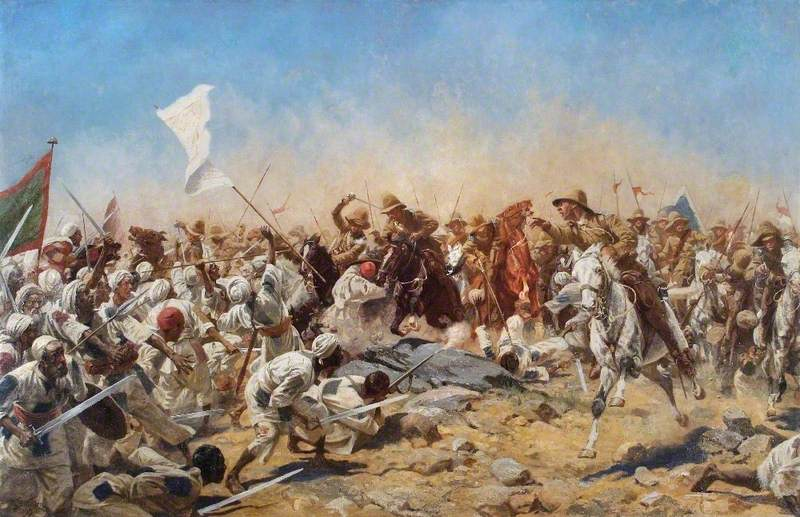
1898년 옴두르만 전투의 묘사; 이 전투에서 처칠은 기병 돌격에 참여했다.

1898년 상반기 벵갈루루에 있는 동안 처칠은 허버트 키치너의 수단 군사 작전에 참여할 가능성을 모색했다. 키치너는 처음에 처칠이 단순히 홍보와 훈장을 원한다고 주장하며 주저했다. 콜카타, 메루트, 페샤와르에서 시간을 보낸 후, 처칠은 6월에 뭄바이에서 배를 타고 영국으로 돌아갔다. 그곳에서 그는 다우닝가 10번지에서 솔즈베리 경을 방문하는 것을 포함하여 자신의 연락처를 이용해 키치너의 작전에 배정되었다. 그는 더 모닝 포스트에 사건을 묘사하는 칼럼을 쓸 것에 동의했다. 이집트에 도착한 그는 카이로에서 제21 창기병 연대에 합류했고, 그들은 수단 지도자 압달라히 이븐 무함마드의 군대에 대항하는 옴두르만 전투에 참여하기 위해 나일강을 따라 남쪽으로 향했다. 처칠은 전쟁 중 키치너의 행동, 특히 적 부상병에 대한 무자비한 대우와 옴두르만의 무함마드 아마드 무덤 훼손에 대해 비판적이었다. 전투 후, 처칠은 부상당한 장교의 피부 이식을 위해 자신의 가슴 피부를 제공했다. 10월에 영국으로 돌아온 처칠은 1899년 11월 강의 전쟁이라는 제목으로 출판된 작전 보고서를 작성했다.

## 정치와 남아프리카: 1899~1901년
의회 경력을 추구하던 처칠은 정치적 인맥을 쌓고 세 번의 보수당 회의에서 연설을 했다. 이 시점에서 그는 파멜라 플라우든에게 관심을 보였다. 관계는 이루어지지 않았지만, 그들은 평생 친구로 남았다. 12월에 그는 주로 폴로에 대한 열망을 충족시키기 위해 3개월간 인도로 돌아갔다. 콜카타에 있는 동안 그는 조지 내서니얼 커즌 총독의 집에 머물렀다. 귀국길에 그는 카이로에서 2주를 보냈고, 그곳에서 헤디브 아바스 2세를 만났다. 그리고 4월에 영국에 도착했다. 그는 정치에 다시 집중하여 추가적인 보수당 회의에서 연설하고 로스차일드가의 만찬 파티와 같은 행사에서 인맥을 쌓았다. 그는 란카셔 올덤에서 1899년 6월 보궐선거에서 두 명의 보수당 의회 후보 중 한 명으로 선정되었다. 올덤에서 선거 운동을 하는 동안 처칠은 자신을 "보수당원이자 토리 민주주의자"이라고 칭했다. 올덤 의석이 이전에 보수당에 의해 유지되었음에도 불구하고, 선거는 자유당의 근소한 승리였다.
영국과 보어 공화국 간의 제2차 보어 전쟁 발발을 예상한 처칠은 사우샘프턴에서 남아프리카로 항해하여 데일리 메일과 모닝 포스트의 기자로 글을 썼다. 10월에는 케이프타운에서 레이디스미스 근처의 분쟁 지역으로 이동한 후 에스트코트에서 시간을 보냈다. 처칠은 콜렌소로 향했지만, 치블리 전투에서 그가 탄 열차는 보어군의 포격으로 탈선했고, 그는 전쟁포로(POW)가 되어 프리토리아의 포로 수용소에 수감되었다. 12월에 그는 교도소의 화장실 벽을 넘어 탈출하여 화물 열차에 몰래 숨어들 수 있었다. 나중에 그는 동정적인 영국인 주인이 보호해 주는 광산 속에 숨었다. 보어 당국에 의해 수배된 처칠은 다른 화물 열차에 몰래 숨어 석탄 자루 사이에 숨어 간신히 재포획을 피했고, 그는 마침내 포르투갈령 동아프리카에서 안전하게 도착했다.

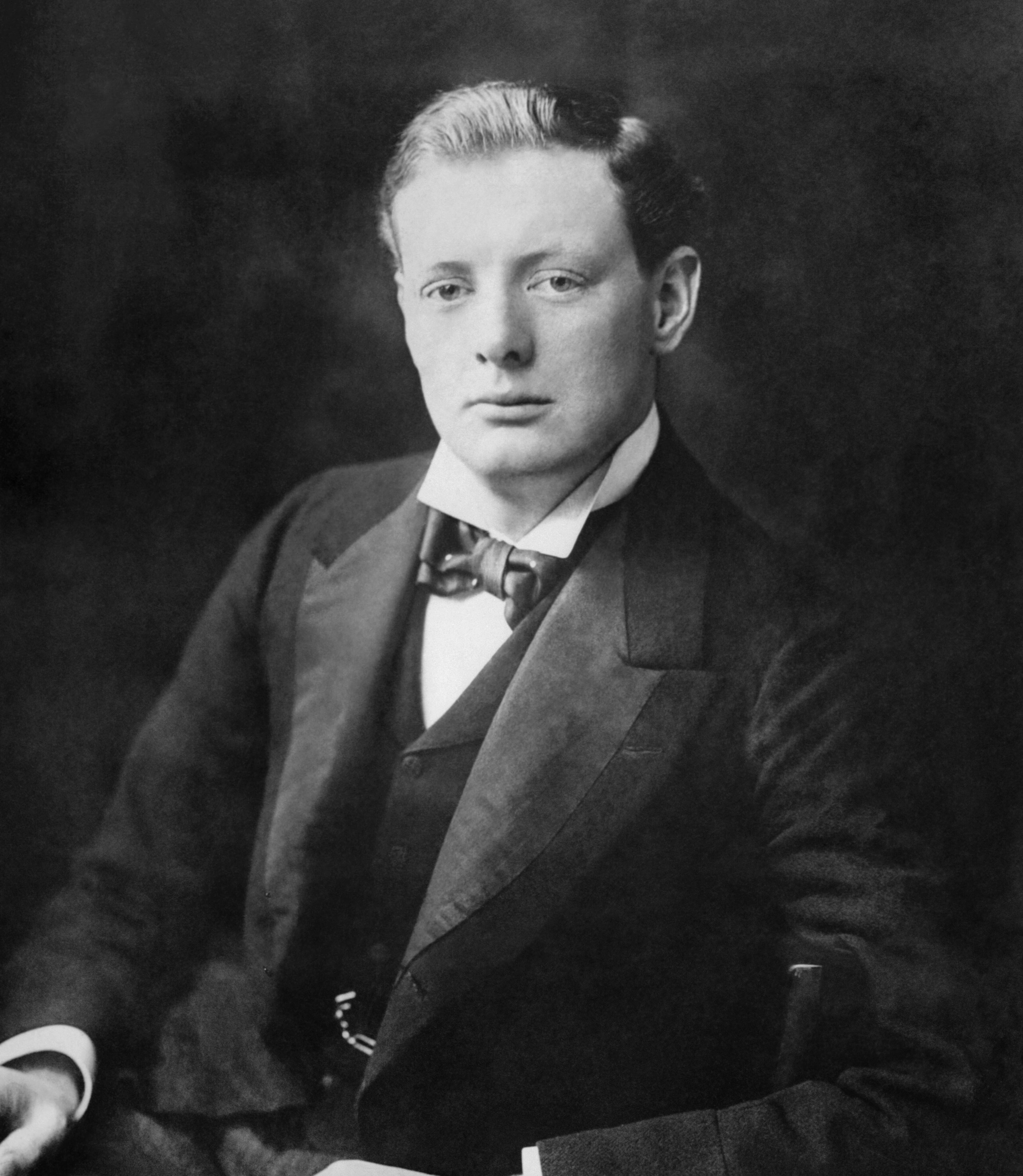
1900년, 25세의 처칠

더반으로 항해한 처칠은 자신의 탈출이 영국에서 큰 주목을 받았다는 것을 알게 되었다. 1900년 1월, 처칠은 남아프리카 경기병 연대의 중위로 잠시 군에 복귀하여 레드버스 불러의 레이디스미스 포위전 구원 작전에 참여하여 프리토리아를 탈환했다. 작전 중 그의 글에서 그는 보어인에 대한 영국의 증오를 꾸짖으며, 그들을 "관대함과 관용"으로 대하고 "빠른 평화"를 촉구했다. 전쟁 후 그는 영국이 승리에 관대해야 한다고 주장했다. 그는 레이디스미스와 프리토리아에 지역에 진입한 최초의 영국군 두 명 중 한 명이었으며, 자신의 사촌인 찰스 스펜서처칠과 함께 포로수용소의 경비병 52명의 항복을 요구하여 받아냈다. 프리토리아에서의 승리 후, 그는 케이프타운으로 돌아가 7월에 영국으로 항해했다. 5월, 그가 아직 남아프리카에 있을 때, 그의 모닝 포스트 특파원 기사들은 런던에서 레이디스미스까지 프리토리아를 경유하여라는 책으로 출판되었고, 잘 팔렸다.
1900년 7월 사우샘프턴에 도착한 처칠은 런던 메이페어에 아파트를 빌려 향후 6년간 거점으로 삼았다. 그는 1900년 10월 총선에서 올덤의 보수당 후보 중 한 명으로 다시 출마하여, 25세에 의원이 되는 근소한 승리를 거두었다. 같은 달, 그는 남아프리카 경험에 대한 책인 《이안 해밀턴의 행진》을 출판했고, 이 책은 11월에 영국, 미국, 캐나다를 순회하는 강연 투어의 중심이 되었다. 의원들은 무급이었고, 투어는 재정적으로 필수적이었다. 미국에서 처칠은 마크 트웨인, 매킨리 대통령 그리고 시어도어 루스벨트 부통령을 만났다. 그는 루스벨트와 잘 지내지 못했다. 1901년 봄에는 파리, 마드리드, 지브롤터에서 더 많은 강연을 했다.

## 보수당 의원: 1901~1904년

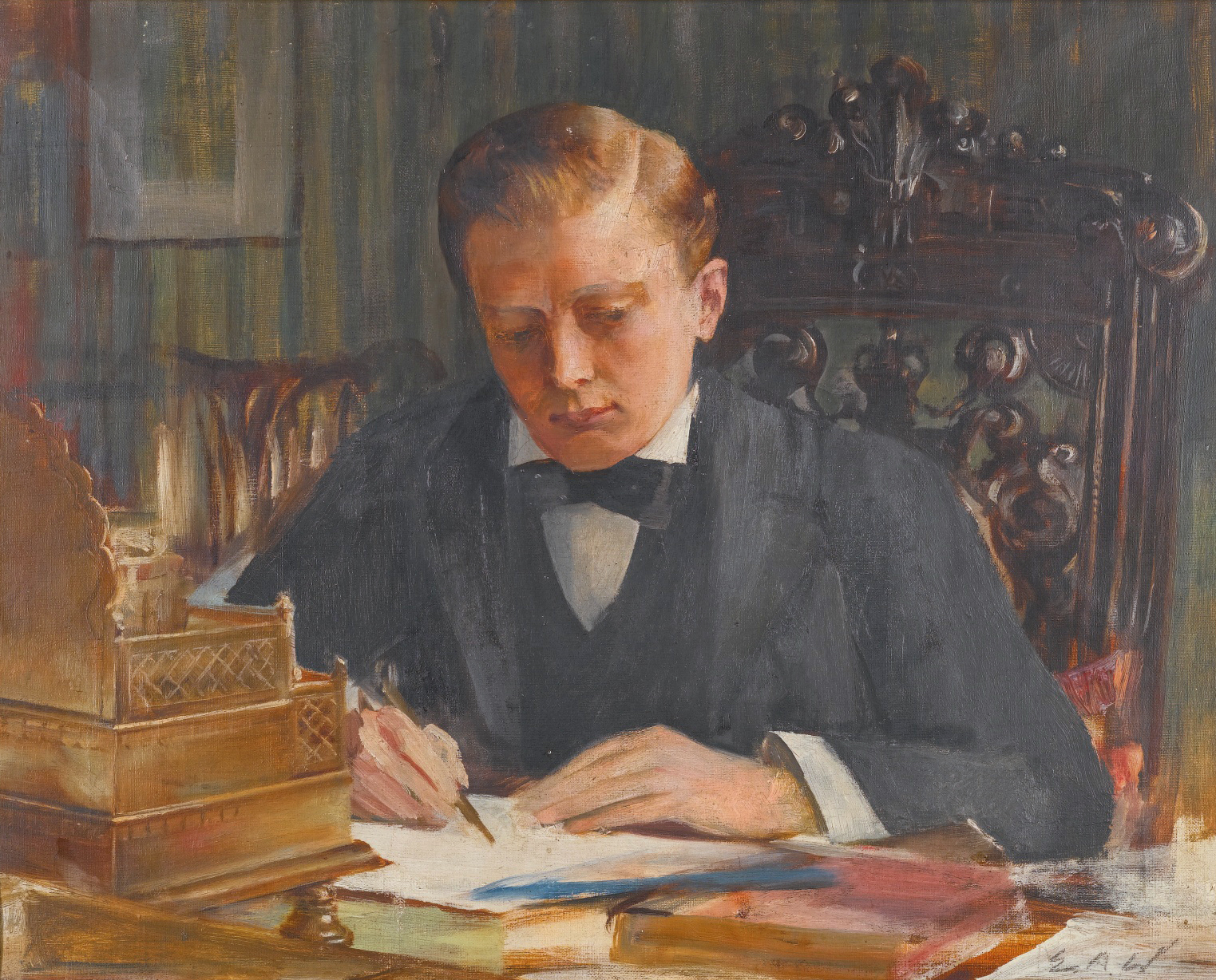
에드윈 아서 워드가 그린 젊은 처칠의 그림

1901년 2월, 처칠은 하원에 의석을 차지했고, 그의 초선 의원 연설은 광범위한 언론 보도를 얻었다. 그는 "휴글리건"이라고 불리는 보수당원들과 어울렸지만, 여러 문제에서 보수당 정부를 비판했다. 그는 보어 군 사령관에 대한 영국의 처형을 비난했고, 공공 지출 수준에 대한 우려를 표명했다. 이에 대해 아서 밸푸어 총리는 그에게 이 주제에 대한 의회 특별 위원회에 참여할 것을 요청했다. 그는 군사 자금 증가에 반대하며, 추가 군사 지출은 해군에 할당되어야 한다고 제안했다. 이것은 보수당 프런트 벤치를 불쾌하게 했지만, 자유당원들의 지지를 얻었다. 그는 자유제국주의자와 같은 고위 자유당원들, 특히 H. H. 애스퀴스와 점점 더 교류했다. 이 맥락에서 그는 나중에 자신이 영국 의회 정치의 "좌파로 꾸준히 흘러갔다"고 썼다. 그는 사적으로 "보수당에 진화적인 과정을 통해 민주적 또는 진보적인 날개를 점진적으로 창조하는 것" 또는 "보수당과 자유당을 통합하는 '중앙당'"을 고려했다.
1903년까지 처칠은 보수당에 점점 더 불만을 품게 되었다. 부분적으로는 경제적 보호무역주의의 촉진 때문이었지만, 그가 많은 당원들의 적의를 샀고 이것이 보수당 정부 하에서 내각 직책을 얻는 것을 방해할 수 있다는 것을 알고 있었을 가능성도 있었다. 자유당은 당시 점점 더 많은 지지를 얻고 있었고, 그래서 1904년 그의 탈당은 개인적인 야망의 영향도 받았을 수 있다. 1903년 편지에서 그는 자신을 "영국 자유주의자... 나는 보수당, 그들의 사람들, 그들의 말, 그들의 방식을 증오한다"고 언급했다. 하원에서 그는 점점 더 정부에 반대하는 자유당 야당과 함께 투표했다. 1903년 2월, 처칠은 정부의 군사비 지출 증가에 반대하여 투표한 18명의 보수당 의원 중 한 명이었다. 그는 남아프리카에서 중국 계약 노동자 사용에 대한 자유당의 불신임 결의안을 지지했고, 노동 조합의 법적 권리를 회복하기 위한 자유당 법안에 찬성했다. 1904년 4월 노동 조합의 권리를 옹호하는 그의 의회 연설은 친보수당 성향의 데일리 메일에 의해 "가장 극단적인 급진주의"로 묘사되었다. 1903년 5월, 식민지 장관 조지프 체임벌린은 영국 제국 외부에서 수입되는 상품에 대한 관세 도입을 요구했고, 처칠은 그러한 경제적 보호무역주의에 반대하는 주요 보수당 목소리가 되었다. 자신을 "자유 무역 원칙"의 "신중한 추종자"라고 묘사하며, 7월에는 반보호무역주의 단체인 자유 식량 연맹의 창립 회원 중 한 명이었다. 10월, 밸푸어 정부는 체임벌린의 편을 들어 보호무역주의 입법을 발표했다.
밸푸어 정부와 제국 보호무역주의에 대한 처칠의 노골적인 비판은 그가 러들로의 자유당 후보에게 보낸 지지 편지와 맞물려 많은 보수당원들을 분노하게 했다. 1903년 12월, 올덤 보수당 협회는 그가 다음 총선에서 후보로 지지받지 못할 것이라고 통보했다. 1904년 3월, 밸푸어와 보수당 전면 지지층은 그의 연설 도중 하원에서 퇴장했다. 5월에 그는 영국으로 유대인 이주를 억제하기 위해 고안된 정부의 제안된 외국인 법안에 반대 의사를 표명했다. 그는 이 법안이 "외국인에 대한 고립주의적 편견, 유대인에 대한 인종적 편견, 경쟁에 대한 노동자들의 편견에 호소할 것"이라고 말했으며, "오랜 관용적이고 너그러운 자유로운 입국 및 망명 관행에 대해 지지했으며, 이 관행에 이 나라는 오랫동안 고수했고 이로 인해 크게 이득을 보았다"고 표현했다. 1904년 5월 31일, 그는 넘어가, 보수당에서 탈당하여 하원에서 자유당 의원으로 활동하기 시작했다.

### 참조주
1. 1 2 3  Gilbert 1991, 1쪽.
2. 1 2 3 4 5 6  Jenkins 2001, 5쪽.
3. 1 2  Quinault, Roland. 〈Churchill, Lord Randolph Henry Spencer〉. 《옥스포드 영국 인명 사전》 온라인판. 옥스포드 대학교 출판부. doi:10.1093/ref:odnb/5404. (Subscription 또는 UK 공공도서관 회원 필수.)
4. ↑  Best 2001, 4쪽.
5. 1 2  Jenkins 2001, 5–6쪽.
6. ↑  Addison 2005, 7쪽.
7. 1 2 3 4  Jenkins 2001, 7쪽.
8. 1 2 3  Jenkins 2001, 6쪽.
9. ↑  Jenkins 2001, 6–7쪽.
10. 1 2  Haffner 2003, 15쪽.
11. 1 2  Jenkins 2001, 4쪽.
12. ↑  Addison 2005, 7–8쪽.
13. ↑  Best 2001, 3쪽.
14. 1 2  Jenkins 2001, 11쪽.
15. ↑  Jenkins 2001, 15쪽.
16. 1 2  Jenkins 2001, 17쪽.
17. ↑  Jenkins 2001, 7–8쪽.
18. ↑  Jenkins 2001, 353–354쪽.
19. ↑  Jenkins 2001, 9쪽.
20. ↑  Gilbert 1991, 16, 29쪽.
21. ↑  Best 2001, 6쪽.
22. ↑  Addison 2005, 9쪽.
23. 1 2  Gilbert 1991, 2쪽.
24. 1 2  Addison 2005, 10쪽.
25. ↑  Gilbert 1991, 2–3쪽.
26. 1 2  Jenkins 2001, 10쪽.
27. 1 2  Reagles & Larsen 2013, 8쪽.
28. ↑  Haffner 2003, 13쪽.
29. ↑  Jenkins 2001, 8쪽.
30. ↑  Gilbert 1991, 3–5쪽.
31. ↑  Haffner 2003, 12쪽.
32. ↑  Gilbert 1991, 4쪽.
33. ↑  Gilbert 1991, 5쪽.
34. ↑  Gilbert 1991, 6–8쪽.
35. ↑  Haffner 2003, 12–13쪽.
36. ↑  Gilbert 1991, 17–19쪽.
37. ↑  Gilbert 1991, 20–21쪽.
38. ↑  Gilbert 1991, 25, 29쪽.
39. ↑  Gilbert 1991, 32쪽.
40. ↑  Gilbert 1991, 22쪽.
41. ↑  Jenkins 2001, 19쪽.
42. 1 2 3 4 5  Jenkins 2001, 21쪽.
43. ↑  “The Bournemouth bridge fall that nearly ended Sir Winston Churchill's life at 18”. 《Bournemouth Echo》 (영어). 2021년 10월 16일에 확인함.
44. 1 2  Gilbert 1991, 35쪽.
45. ↑  Gilbert 1991, 37–39쪽.
46. ↑  Gilbert 1991, 32–33, 37쪽.
47. 1 2  Jenkins 2001, 20쪽.
48. ↑  Gilbert 1991, 37쪽.
49. ↑  Gilbert 1991, 45쪽.
50. ↑  Gilbert 1991, 46쪽.
51. ↑  Gilbert 1991, 48–49쪽.
52. ↑  Haffner 2003, 32쪽.
53. ↑  Gilbert 1991, 51쪽.
54. ↑  Gilbert 1991, 53쪽.
55. ↑  Gilbert 1991, 62쪽.
56. ↑  Jenkins 2001, 28쪽.
57. ↑  Gilbert 1991, 56, 58–60쪽.
58. ↑  Jenkins 2001, 28–29쪽.
59. ↑  Gilbert 1991, 57–58쪽.
60. ↑  Jenkins 2001, 29쪽.
61. ↑  Gilbert 1991, 57쪽.
62. 1 2  Gilbert 1991, 63쪽.
63. ↑  Jenkins 2001, 22쪽.
64. ↑  Jenkins 2001, 23쪽.
65. ↑  Gilbert 1991, 65쪽.
66. 1 2  Jenkins 2001, 23–24쪽.
67. 1 2  Haffner 2003, 19쪽.
68. 1 2  Gilbert 1991, 67–68쪽.
69. ↑  Jenkins 2001, 25쪽.
70. ↑  Jenkins 2001, 24–25쪽.
71. ↑  Jenkins 2001, 26쪽.
72. ↑  Gilbert 1991, 69쪽.
73. 1 2  Jenkins 2001, 27쪽.
74. ↑  Gilbert 1991, 69, 71쪽.
75. ↑  Gilbert 1991, 70쪽.
76. ↑  Gilbert 1991, 72쪽.
77. ↑  Jenkins 2001, 29–30쪽.
78. ↑  Gilbert 1991, 75쪽.
79. ↑  Jenkins 2001, 30–31쪽.
80. ↑  Gilbert 1991, 78–79쪽.
81. ↑  Gilbert 1991, 79쪽.
82. ↑  Jenkins 2001, 31쪽.
83. ↑  Gilbert 1991, 81–82쪽.
84. ↑  Jenkins 2001, 31–32쪽.
85. ↑  Haffner 2003, 21–22쪽.
86. ↑  Addison 1980, 31쪽.
87. ↑  Gilbert 1991, 81쪽.
88. ↑  Jenkins 2001, 32–34쪽.
89. 1 2  Jenkins 2001, 35쪽.
90. ↑  Haffner 2003, 21쪽.
91. ↑  Gilbert 1991, 85, 89쪽.
92. ↑  Jenkins 2001, 35–36쪽.
93. ↑  Gilbert 1991, 89–90쪽.
94. ↑  Jenkins 2001, 38–39쪽.
95. ↑  Gilbert 1991, 90쪽.
96. ↑  Jenkins 2001, 39쪽.
97. ↑  Gilbert 1991, 91–98쪽.
98. ↑  Jenkins 2001, 39–40쪽.
99. ↑  Addison 1980, 32쪽.
100. ↑  Gilbert 1991, 98–99쪽.
101. ↑  Jenkins 2001, 41쪽.
102. ↑  Gilbert 1991, 100쪽.
103. ↑  Jenkins 2001, 34, 41, 50쪽.
104. ↑  Haffner 2003, 22쪽.
105. 1 2 3  Jenkins 2001, 42쪽.
106. 1 2  Gilbert 1991, 101쪽.
107. ↑  Jenkins 2001, 43쪽.
108. 1 2  Gilbert 1991, 103–104쪽.
109. ↑  Jenkins 2001, 44쪽.
110. 1 2  Gilbert 1991, 104쪽.
111. 1 2  Jenkins 2001, 45쪽.
112. ↑  Jenkins 2001, 45–46쪽.
113. ↑  Haffner 2003, 23쪽.
114. ↑  Gilbert 1991, 105쪽.
115. ↑  Jenkins 2001, 47쪽.
116. ↑  Gilbert 1991, 105–106쪽.
117. ↑  Jenkins 2001, 50쪽.
118. ↑  Gilbert 1991, 107–110쪽.
119. ↑  Gilbert 1991, 111–113쪽.
120. ↑  Jenkins 2001, 52–53쪽.
121. ↑  Haffner 2003, 25쪽.
122. ↑  Gilbert 1991, 115–120쪽.
123. ↑  Jenkins 2001, 55–62쪽.
124. ↑  Gilbert 1991, 121쪽.
125. ↑  Jenkins 2001, 61쪽.
126. ↑  Gilbert 1991, 121–122쪽.
127. ↑  Jenkins 2001, 61–62쪽.
128. ↑  Gilbert 1991, 125쪽.
129. ↑  Jenkins 2001, 63쪽.
130. ↑  Gilbert 1991, 123–124, 126–129쪽.
131. ↑  Jenkins 2001, 62쪽.
132. ↑  Gilbert 1991, 128–131쪽.
133. 1 2  Gilbert 1991, 133쪽.
134. 1 2 3 4  Jenkins 2001, 65쪽.
135. ↑  Gilbert 1991, 135쪽.
136. ↑  Jenkins 2001, 110쪽.
137. ↑  Gilbert 1991, 133, 135쪽.
138. ↑  Haffner 2003, 27쪽.
139. ↑  Gilbert 1991, 135–136쪽.
140. ↑  Gilbert 1991, 136쪽.
141. ↑  Gilbert 1991, 136–138쪽.
142. ↑  Jenkins 2001, 68–70쪽.
143. ↑  Gilbert 1991, 141쪽.
144. ↑  Gilbert 1991, 139쪽.
145. ↑  Jenkins 2001, 71–73쪽.
146. ↑  Rhodes James 1970, 16쪽.
147. ↑  Jenkins 2001, 76–77쪽.
148. 1 2  Gilbert 1991, 145쪽.
149. ↑  Gilbert 1991, 147쪽.
150. ↑  Gilbert 1991, 148쪽.
151. ↑  Gilbert 1991, 141–144쪽.
152. ↑  Jenkins 2001, 74–75쪽.
153. 1 2  Gilbert 1991, 144쪽.
154. ↑  Gilbert 1991, 150쪽.
155. ↑  Gilbert 1991, 151–152쪽.
156. ↑  Rhodes James 1970, 22쪽.
157. ↑  Rhodes James 1970, 221쪽.
158. ↑  Gilbert 1991, 158쪽.
159. ↑  Jenkins 2001, 83쪽.
160. 1 2  Gilbert 1991, 162쪽.
161. ↑  Gilbert 1991, 153쪽.
162. ↑  Gilbert 1991, 163쪽.
163. ↑  Gilbert 1991, 154쪽.
164. ↑  Gilbert 1991, 152쪽.
165. ↑  Gilbert 1991, 155–156쪽.
166. ↑  Gilbert 1991, 157쪽.
167. ↑  Gilbert 1991, 159쪽.
168. ↑  Gilbert 1991, 160쪽.
169. ↑  Jenkins 2001, 84쪽.
170. ↑  Gilbert 1991, 162–163쪽.
171. ↑  Jenkins 2001, 86쪽.
172. 1 2 3  Gilbert 1991, 165쪽.
173. ↑  Jenkins 2001, 88쪽.

### 참고 문헌
- Addison, Paul (1980). 《The Political Beliefs of Winston Churchill》. 《Transactions of the Royal Historical Society》 30 (Cambridge: Cambridge University Press). 23–47쪽. doi:10.2307/3679001. JSTOR 3679001. S2CID 154309600.
- Addison, Paul (2005). 《Churchill: The Unexpected Hero》. Oxford: Oxford University Press. ISBN 978-01-99297-43-6.
- Best, Geoffrey (2001). 《Churchill: A Study in Greatness》. London and New York: Hambledon and Continuum. ISBN 978-18-52852-53-5.
- Gilbert, Martin (1991). 《Churchill: A Life》. London: Heinemann. ISBN 978-04-34291-83-0.
- Haffner, Sebastian (2003). 《Churchill》. John Brownjohn (translator). London: Haus. ISBN 978-19-04341-07-9. OCLC 852530003.
- Jenkins, Roy (2001). 《Churchill》. London: Macmillan Press. ISBN 978-03-30488-05-1.
- Reagles, David; Larsen, Timothy (2013). 《Winston Churchill and Almighty God》. 《Historically Speaking》 14 (Boston, Massachusetts: Johns Hopkins University Press). 8–10쪽. doi:10.1353/hsp.2013.0056. S2CID 161952924.
- Rhodes James, Robert (1970). 《Churchill: A Study in Failure 1900–1939》. London: Weidenfeld & Nicolson. ISBN 978-02-97820-15-4.

### 추가 자료
- Leslie, Anita (1969). 《Jennie: Life of Lady Randolph Churchill》. London: Hutchinson & Co. (Publishers) Ltd. ISBN 978-00-90972-20-3.
- Robbins, Keith (2014) [1992]. 《Churchill: Profiles in Power》. London and New York: Routledge. ISBN 978-13-17874-52-2.

틀:윈스턴 처칠